# Бримен (Кентаки)
Бримен (енгл. Bremen) град је у америчкој савезној држави Кентаки.

## Демографија
По попису из 2010. године број становника је 197, што је 168 (-46,0%) становника мање него 2000. године.
| Група             | 2000.       | 2010.       |
| Белци             | 357 (97,8%) | 188 (95,4%) |
| Афроамериканци    | 0 (0,0%)    | 1 (0,5%)    |
| Азијати           | 0 (0,0%)    | 0 (0,0%)    |
| Хиспаноамериканци | 1 (0,3%)    | 6 (3,0%)    |
| Укупно            | 365         | 197         |